# Matricaria breviradiata
Matricaria breviradiata là một loài thực vật có hoa trong họ Cúc. Loài này được (Ledeb.) Rauschert mô tả khoa học đầu tiên năm 1974.